# Crataegus suborbiculata
Crataegus suborbiculata är en rosväxtart som beskrevs av Charles Sprague Sargent. Crataegus suborbiculata ingår i Hagtornssläktet som ingår i familjen rosväxter. Utöver nominatformen finns också underarten C. s. suborbiculata.